# Mirosław Grczew

Flaga Macedonii Północnej zaprojektowana przez Mirosława Grczewa

Mirosław Grczew (mac: Мирослав Грчев, ur. 1955 w Skopju) – macedoński architekt, grafik, malarz, rysownik komiksów i karykaturzysta. Zaprojektował obecną flagę Macedonii Północnej. Autor propozycji herbu Macedonii Północnej.
Grczew urodził się w Skopje w Jugosławii (obecnie stolica Macedonii Północnej) i zaczął interesować się projektowaniem graficznym w połowie lat siedemdziesiątych, kiedy to pracował nad projektem płyt długogrających. W 1979 Grczew ukończył studia na Wydziale Architektury Uniwersytetu Świętych Cyryla i Metodego w Skopju. Wykładowca urbanistyki na Wydziale Architektury Uniwersytetu w Skopju.
Mirosław Grczew był burmistrzem gminy Centar w latach 1996-2000 z ramienia Socjaldemokratycznego Związku Macedonii. Jest jednym z najbardziej zagorzałych krytyków polityki rządu związanej z planem Skopje 2014.
26 grudnia 2014 wypromował swoją kolekcję artykułów, opublikowanych w latach 2006–2014, pod tytułem „Името на злото” („Imię zła”).